# Dörröds fälad
Dörröds fälad är ett naturreservat i Lunds kommun i Skåne län.
Området är naturskyddat sedan 1993 och är 53 hektar stort. Reservatet återfinns på en sluttning av Romelåsen och är en tidigare  betesmark och enefälad.